# Expulsión del jardín del Edén (Thomas Cole)
Expulsión del jardín del Edén (en inglés: Expulsion from the Garden of Eden) es un cuadro realizado por el pintor Thomas Cole. Mide 100,96 cm de alto y 138,43 cm de ancho, y está pintado al óleo sobre lienzo. Data de 1828 y se encuentra en el Museo de Bellas Artes, en Boston (n.º de inventario 47.1188).

## Historia

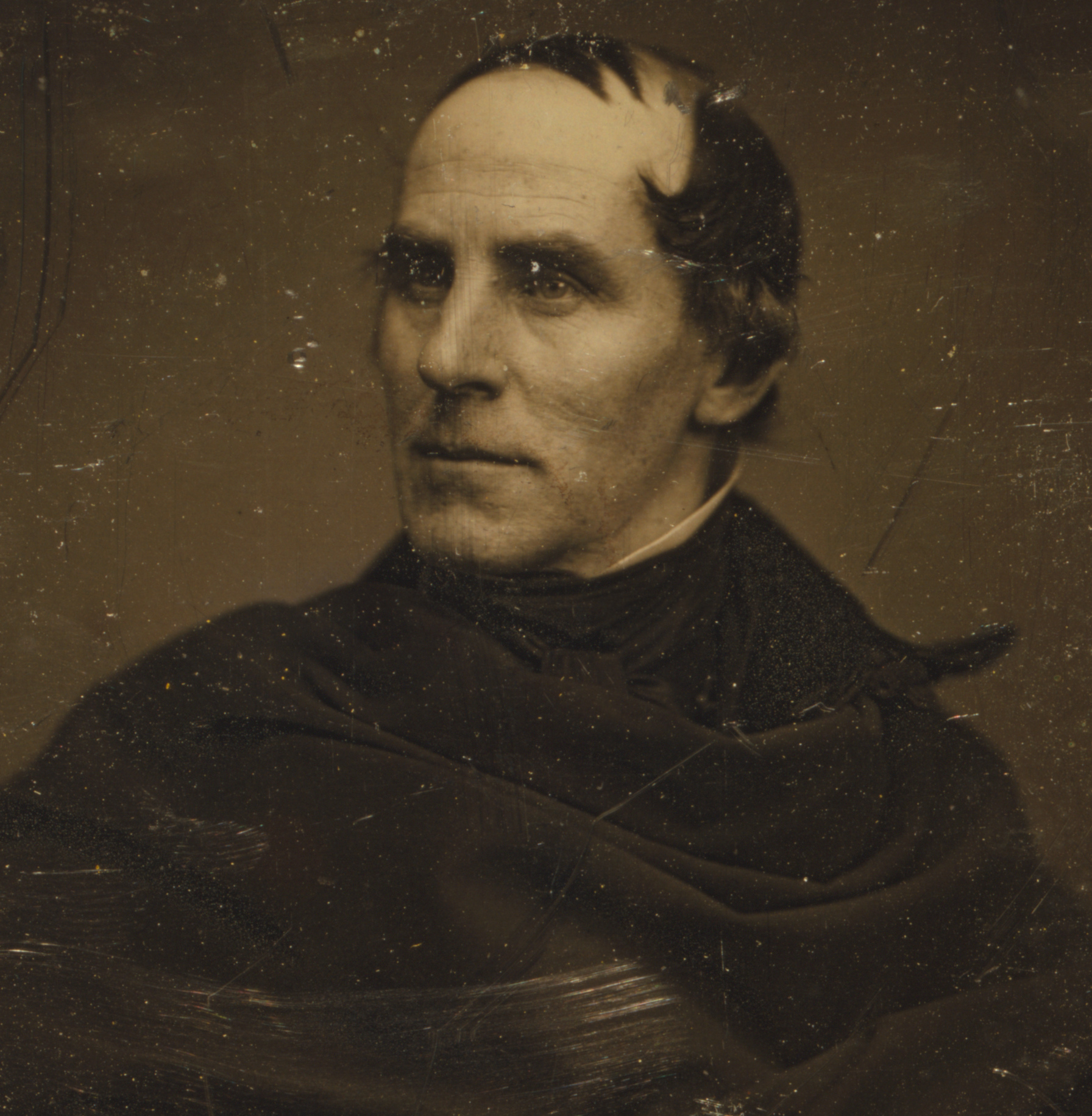
Thomas Cole

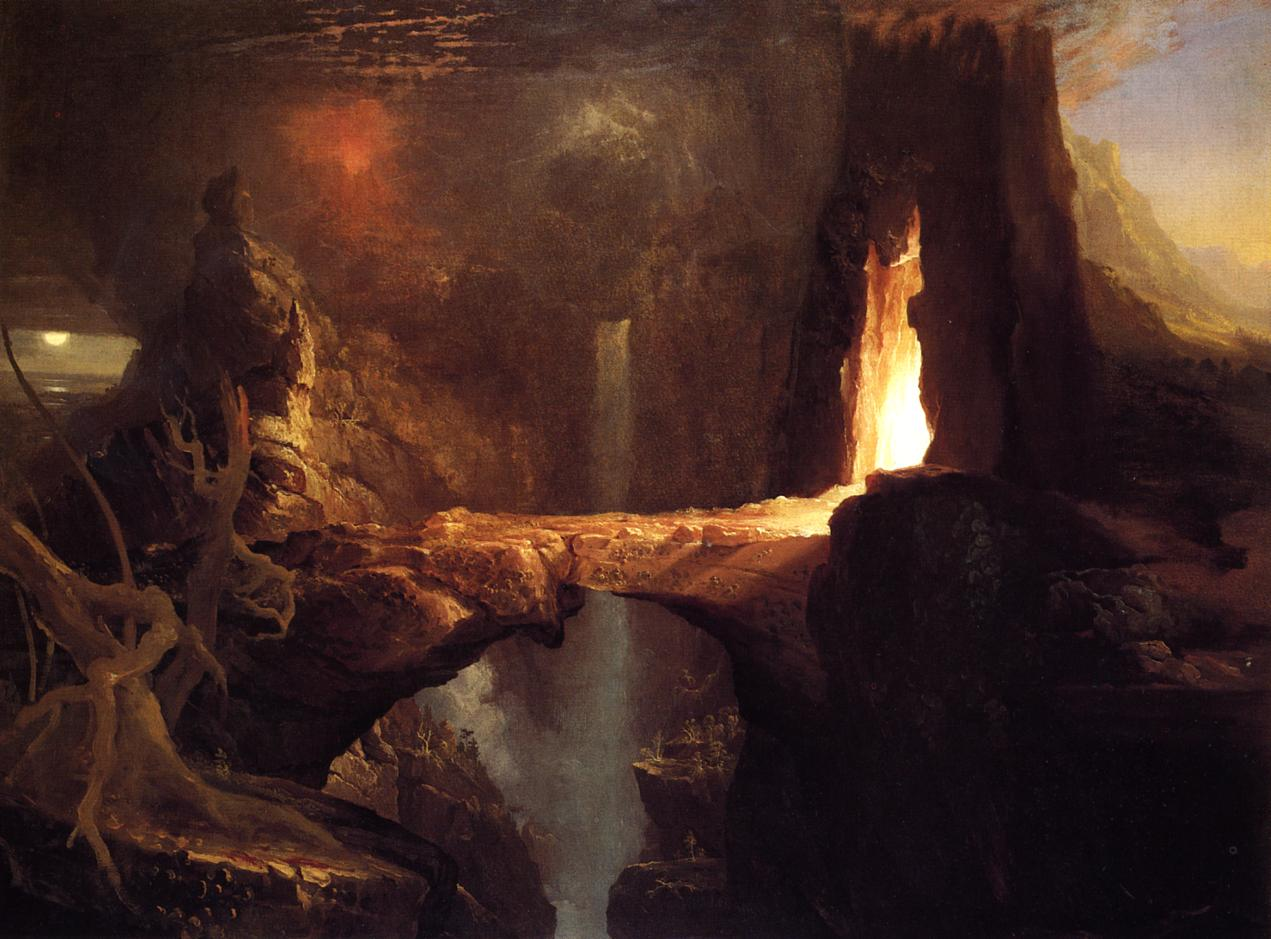
Expulsión. Luna y luz de fuego (1828), óleo sobre lienzo,, Museo Thyssen-Bornemisza, Madrid

El jardín del Edén (1828), óleo sobre lienzo,, Amon Carter Museum, Fort Worth

Thomas Cole (1801-1848) fue un pintor estadounidense de origen británico, fundador de la Escuela del río Hudson. Comenzó su carrera artística como xilógrafo. En 1819 emigró a Estados Unidos con sus padres y continuó trabajando como grabador. En 1823 comenzó a estudiar en la Academia de Bellas Artes de Pennsylvania en Filadelfia. Dos años después se trasladó a Catskill, en el estado de Nueva York, sobre el río Hudson. Pronto adquirió fama por sus paisajes de tono alegórico y romántico, que están considerados como las primeras pinturas paisajísticas importantes de su país. Se centró en los paisajes de la ribera del río Hudson, así como en las montañas de Catskill y las Montañas Blancas de New Hampshire.
Debido a su fama, atrajo a un grupo de paisajistas estadounidenses que luego llegarían a ser conocidos como la Escuela del río Hudson: Asher Brown Durand, Albert Bierstadt, Frederic Edwin Church, Jasper Francis Cropsey, etc. Esta escuela se dedicó a la exaltación del paisaje americano, al que identificaban como el nuevo Edén, con predilección por una naturaleza salvaje y grandilocuente, a menudo con efectos lumínicos y atmosféricos de carácter dramático.
Cole realizó dos lienzos en 1828 sobre el tema bíblico de Adán y Eva en el jardín del Edén: El jardín del Edén (Amon Carter Museum, Fort Worth) y Expulsión del jardín del Edén (Museo de Bellas Artes, Boston). Participó con ambos lienzos en la exposición anual de la National Academy of Design, en Nueva York. En una carta dirigida a su amigo Robert Gilmor manifestaba que eran unos «intentos de alcanzar un estilo más elevado que el de pintura que he practicado hasta ahora». Con ello aludía al concepto academicista de la jerarquía de los géneros, que otorgaba una mayor relevancia a la pintura de historia, religiosa o mitológica, por encima de géneros como el paisaje, el retrato o el bodegón. Comenzaba así el artista una nueva senda en que el paisaje era tan solo un escenario para narrar una historia de sentido simbólico o alegórico, que sería una de sus señas en su producción futura.
El mismo año el artista realizó Expulsión. Luna y luz de fuego (Museo Thyssen-Bornemisza, Madrid), aparentemente una segunda versión de la Expulsión del jardín del Edén, aunque en realidad no se sabe cuál fue la primera en ejecutarse ni la intención del autor al realizar una segunda versión que, además, presenta notables diferencias con la primera, la más evidente la ausencia de los personajes de Adán y Eva. Algunos expertos opinan que esta segunda versión —no expuesta nunca en vida del artista— estaría inacabada.
El cuadro fue comprado en 1829 por el doctor David Hosack. A su muerte en 1835 pasó a su tercera esposa, Magdalena Coster. Tras el fallecimiento de esta en 1846 quedó en manos de su yerno, John Kearney Rodgers. En 1849 fue comprado por James Lenox, un famoso coleccionista que lo exhibió en su biblioteca hasta 1895, fecha en que pasó a la Biblioteca Pública de Nueva York. Esta institución lo vendió en 1943 a Arnold Seligmann, quien el mismo año lo vendió al coleccionista Maxim Karolik. En 1947 su viuda, Martha Catherine Codman Karolik, lo donó al Museo de Bellas Artes de Boston.

## Descripción
Esta obra, que supuso un hito en la carrera artística de Cole, es un paisaje alegórico, ya que el espacio natural que sirve para situar la acción representada es al mismo tiempo un escenario que acoge un tema bíblico —la expulsión de Adán y Eva del Paraíso— cuyo mensaje pretende enseñar una lección moralizante —la consecuencia indeseada de las malas acciones— y servir como ejemplo para no repetir el mismo error.
El cuadro presenta dos mitades diferenciadas: a la derecha el jardín del Edén, verde, exuberante y paradisíaco, luminoso y diáfano; a la izquierda un paisaje agreste y desolado, yermo y estéril, sumido en la oscuridad. Ambos extremos están separados por un arco de roca que supone la frontera entre ambos mundos, del que parte un estrecho puente también de roca que se alza sobre un alto acantilado al fondo del cual transcurre un torrente de aguas bravas. Del hueco del arco de roca surgen unos intensos rayos de luz que probablemente aludan a la espada de fuego del ángel que expulsa a los primeros seres humanos tras el pecado original. Por la pasarela cruzan Adán y Eva, dos figuras diminutas que suponen apenas dos motas en la vastedad del paisaje. Al fondo del lado más oscuro aparece un volcán en erupción.
Respecto a la segunda versión, Expulsión. Luna y luz de fuego, la principal diferencia es la ausencia de las figuras humanas, así como que el arco de roca está desplazado más a la derecha, por lo que apenas se vislumbra el Edén. Por otro lado, en el extremo izquierdo aparece una luna medio oculta entre nubes, que se refleja sobre un mar oscuro. La luz mortecina de la luna contrasta con la intensidad lumínica del arco de roca, de ahí el nombre otorgado a esta segunda versión, que procede del cuaderno de notas de Cole:

Expulsion of Adam and Eve from the Garden of Eden —with stupendous mountain masses. After sunset, the sun lighting the ridges in the Garden. The expulsion from the Garden —moon and firelight.
Expulsión de Adán y Eva del jardín del Edén, con estupendas masas de montaña. Después del atardecer, el sol ilumina las crestas del jardín. La expulsión del jardín -luna y luz de fuego—.

Otra diferencia estriba que en la versión con las figuras de Adán y Eva aparece un lobo atacando un ciervo junto al árbol seco del paisaje desolado en la esquina inferior izquierda; esta escena no aparece en la versión del Thyssen, en la que solo se aprecian una manchas de sangre en la roca del árbol seco.
Técnicamente, la versión de Boston —junto a su pareja El jardín del Edén— es más detallista y muestra una factura más meticulosa, mientras que la versión del Thyssen es más simple de ejecución —probablemente inacabada—, con una paleta más reducida. Entre los expertos hay disparidad de criterios: Franklin Kelly opina que el Thyssen sería anterior al cuadro de Boston, un boceto previo que el artista habría dejado inacabado; en cambio, Kenneth Maddox piensa que sería posterior, un «desarrollo subsecuente» al cuadro de Boston.
El puente natural de piedra parece estar inspirado en uno verídico que el artista observó en uno de sus viajes en búsqueda de motivos pictóricos por las Montañas Blancas de New Hampshire.
El cuadro está firmado T Cole en la parte inferior izquierda.